# 羅卡群島
羅卡群島（英語：Roca Islands）是南極洲的群島，處於克魯爾斯群島和阿納格拉姆群島之間，屬於威廉群島的一部分，由法國探險隊發現，現時由南極條約體系管理。